# 圣巴斯弟盎 (雷尼, 伦敦)
《圣巴斯弟盎》是圭多·雷尼 描绘 圣巴斯弟盎的布面油画之一，绘制于1620-1639 年，未完成。现藏于伦敦达利奇美术馆。这幅画与奥克兰的另一件作品很相似，但是那件作品要小得多并且颜色略有不同。这幅画曾被认为是工作室出品或复制品，但现在认为是两份亲笔签名版本之一。 